# 람즈
주식회사 람즈 (RAMS)는 일본의 프로그램 제작 회사 및 예능사무소이다.

## 개요
대표이사는 카시무라 사토시이다.
관련 회사로 성우양성소인 람즈 프로페셔널 에듀케이션(RPE:RAMS Professional Education)과 라디오 수록・편집 스튜디오인 Sound Studio Legion이 있다.
설립 당초는 각종 프로그램의 제작을 의뢰하는 회사였으나, 같은 회사가 프로그램 제작을 담당하고 있는 아니메 파라다이스!의 코너 담당이 된 노가와 사쿠라를 소속시킨 이후 성우 프로덕션의 성격이 강해졌다. 그 후에도 「성우는 엔터테인먼트」라는 캐치프레이즈를 내걸어 2004년에 RPE를 설립하는 등 업무 다각화를 진행하고 있다. 성우 이외에도음악 유닛인 사이킥 러버가 소속이다.
애니메이션・게임 작품에 자본 참가・업무 제휴의 형태로 관련되면서, 소속 성우를 출연시켜 라디오나 이벤트 등에서 적극적으로 PR하는 등 새로운 수법이 주목을 끌고 있다.
이는 자본에 의한 무리한 관철이라는 비판이 있으며, 소속 성우의 적극적인 프로모션 활동과 앞서 말한 RPE의 캐치프레이즈 등에서 볼 수 있는 자세들이 기존의 배후자적 가치관을 중시하는 성우 팬들에게 비난을 받고 있다. 하지만 소속 성우의 프로모션에 대해 좋은 성과를 올리고 있어 신흥 사무소로서는 일정 이상의 성공을 거두고 있다. 덧붙여 일본 예능 매니지먼트 사업자 협회(日本芸能マネージメント事業者協会)와 일본 성우 사업자 협의회(日本声優事業社協議会)에는 가입하지 않았지만, 몇몇 소속 성우들은 일본 배우 연합에 가입되어 있다.
하지만 2006년을 기점으로 규모가 축소하고 있으며, 2007년 이후는 어디까지나 노가와 사쿠라, 미야자키 우이, 이노우에 나나, 사카이 카나코를 중심으로 한 프로모션 활동만 이루어지고 있다. 또한 자사가 제작하는 텔레비전・라디오 프로그램을 연달아 종료되기도 하였으며, 2007년 가을 무렵부터 소속 성우가 대량 이탈하고 있어 이후의 동향이 주목받고 있다.

## 연혁
- 1992년 8월 - 설립.
- 2004년 4월 - 부속 양성소 람즈 프로페셔널 에듀케이션(RPE)을 개설.
- 2006년 4월 - 극단 람즈 액터스 씨어터(RAT)를 설립.

## 소속성우・아티스트

### 남성
- 사이킥 러버

### 여성
- 아베 레이코
- 이노우에 나나
- 오미 토모에
- 사이토 모모코
- 사카이 카나코
- 쇼지 유이
- 노가와 사쿠라
- 미야자키 우이

## 일찍이 소속해있던 성우

### 남성
- 키베 쇼타 - 2007년 10월까지 업무제휴. 켁케 코퍼레이션에 이적.
- 나카모토 노부히사 - 2008년 1월까지 소속. 현재는 프리랜서.
- 후세 마사히데 - 2008년 1월까지 소속.

### 여성
- 카시와기 히로미 - 2006년 2월까지 소속.
- 도쿠나가 아이 - 2005년 12월까지 소속. 현재는 프리랜서.
- 나가미 하루카 - 2004년 중반까지 소속. 현재는 프리랜서.
- 난죠 요시노 - 2007년 9월까지 소속. 드왕고 아티스트 프로덕션에 이적.
- 미루노 슌 - 2007년 9월까지 소속. 드왕고 아티스트 프로덕션에 이적.
- 모리지마 히토미 - 2007년 9월까지 소속. 드왕고 아티스트 프로덕션에 이적, 하루카 히토미로 개명.
- 요시자와 카오루 - 2005년 9월까지 소속. 현재는 동사의 디자이너.

## 제작 프로그램

### 현재 방송중
- 아니메 천국 （키즈 스테이션）
- 아니파라 음악관 （키즈 스테이션）
- 아니메 파라다이스! （키즈 스테이션）
- 나니카나☆나나카나 （키즈 스테이션）
- @Tunes. （tvk）
- 곤츄브 （유튜브공식 채널 「GONZO DOGA」내/인터넷 다운로드）

### 방송 종료
- 아키하바라 정보국 （애니맥스）
- 아리카&니나의 오토매틱 TV （BIGLOBE 스트림/인터넷 다운로드）
- 미란카 CATCH UP （미란카 내「아니메ch」필러틀/인터넷 다운로드）
- 도진와쿠와쿠（애니메이션 「동인워크」 프로그램 내 실사 파트）
- Dream Factory （키즈 스테이션）
- ExA-TV （익사이트/인터넷 다운로드）
- GATV （애니맥스）
- Impress Watch 동영상 뉴스～모에 랭킹 （임프레스TV/인터넷 다운로드）

이 밖에도 애니메이션과 연동한 프로그램, 성우나 스탭이 출연하는 애니메이션 DVD의 특전 영상, 자사 제작의 소속 성우등이 출연한 실사 드라마「DSE」시리즈나 오리지널 성우 DVD「FSE」시리즈 등도 제작하고 있다.